# Gmina Petrovac
Gmina Petrovac (serb. Општина Петровац / Opština Petrovac) – gmina w Bośni i Hercegowinie, w Republice Serbskiej. W 2013 roku liczyła 354 mieszkańców.